# Zakaria Sanogo
Zakaria Sanogo (* 11. Dezember 1996) ist ein burkinischer Fußballspieler.

## Karriere

### Verein
Sanogo begann seine Karriere bei ASF Bobo-Dioulasso. 2015 wechselte er nach Frankreich zu den Amateuren von Racing Straßburg. In der Saison 2015/16 absolvierte er 19 Spiele, in denen er sieben Treffer erzielte. Im Sommer 2016 wechselte er zurück nach Burkina Faso zum FC Rahimo.
Im August 2016 wurde er an den österreichischen Bundesligisten Wolfsberger AC verliehen. Sein Debüt in der Bundesliga gab er am achten Spieltag der Saison 2016/17, als er gegen den SKN St. Pölten in der Startelf stand. In jenem Spiel erzielte er den Treffer zum 1:1-Endstand.
Zur Saison 2017/18 wechselte er leihweise zum Zweitligisten TSV Hartberg. Nach dem Aufstieg der Steierer in die Bundesliga blieb er diesen auch in der Saison 2018/19 erhalten.
Zur Saison 2019/20 wechselte er nach Armenien zum FC Ararat-Armenia.

### Nationalmannschaft
Sanogo debütierte am 14. November 2017 im Nationalteam, als er im WM-Qualifikationsspiel gegen Kap Verde in der 64. Minute für Boureima Hassane Bandé eingewechselt wurde.